# Hobart's Funnies

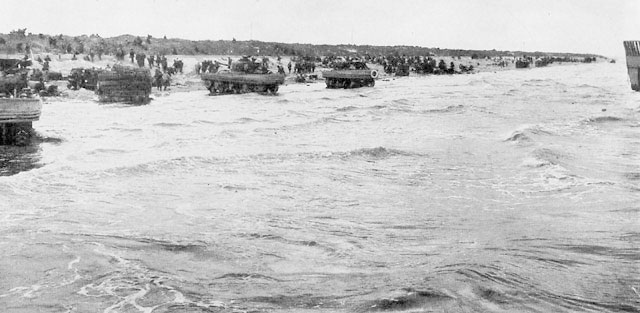
Hobart's Funnies av typen "Duplex Drive" vid Utah Beach strax efter Timmen T.

Hobart's Funnies (ungefär Hobarts Besynnerligheter) var en serie moderniserade brittiska stridsvagnar som användes av 79. pansardivisonen under Invasionen av Normandie. De var konstruerade för att kunna lösa de problem som man upptäckt vid räden i Dieppe och därmed se till att fiaskot där inte upprepades vid D-Dagen.

## Historia
Stridsvagnarnas historia börjar då man började planera för ett nytt pansarfordon som skulle kunna nedkämpa Atlantvallens bunkrar när man landsteg på D-Dagen. Stridsvagnarna ansågs också behöva kraft att slå tillbaka eventuella tyska motangrepp med pansar. År 1943 beslöt Fältmarskalk Sir Alan Brooke att konstruera dessa stridsvagnar. Generalmajor Percy Hobart valdes därefter till ansvarig för projektet, därav namnet på stridsvagnarna.
Många idéer hade redan prövats, bland annat så hade man under ökenkriget i Nordafrika konstruerat så kallade Skorpionstridsvagnar (modifierade Matildastridsvagnar) för uppgiften att röja tyska minfält. Även Sovjetunionen hade modifierat några T-34:or för liknande ändamål.
I början av 1944 kunde Hobart demonstrera de nya stridsvagnarna för den amerikanske generalen Dwight D. Eisenhower och den brittiske fältmarskalken Bernard Montgomery. De båda militärerna var nöjda och stridsvagnarna användes senare under D-Dagen och invasionen av Normandie.

## Efterkrigstiden
"Hobart's Funnies" fortsatte att användas av den brittiska armén i flera år efter andra världskriget och användes bland annat under Koreakriget. Vissa modeller fortsatte att användas i stor omfattning ända in på 1960-talet och det sista exemplaret såg strid så sent som 1991 under Kuwaitkriget.
Modernare stridsvagnar som baseras på Hobart's Funnies användes än idag av USA:s marinkår i bland annat Irakkriget.